# Four Oaks, Sutton Coldfield
Four Oaks é uma área residencial em Sutton Coldfield, West Midlands, situada ao longo das fronteiras norte e leste de Sutton Park. Four Oaks está situada a aproximadamente 7,1 km (12,1 km) ao norte do centro da cidade de Birmingham, e faz fronteira com Sutton Park, Streetly, Mere Green, Little Aston e Roughley.

## Transporte
West Midlands Trains opera um serviço de trem frequente da estação ferroviária Four Oaks para Lichfield e Redditch na Cross-City Line via Birmingham New Street e da Universidade de Birmingham. Há também quatro serviços de ônibus através da Four Oaks operados pela National Express West Midlands. A Sutton Park Line é uma linha ferroviária somente de carga que vai de Walsall a Water Orton via Sutton Park.